# Tachyoryctes
Tachyoryctes là một chi động vật có vú trong họ Spalacidae, bộ Gặm nhấm. Chi này được Rüppell miêu tả năm 1835. Loài điển hình của chi này là Bathyergus splendens Rüppell, 1835.

## Hình ảnh

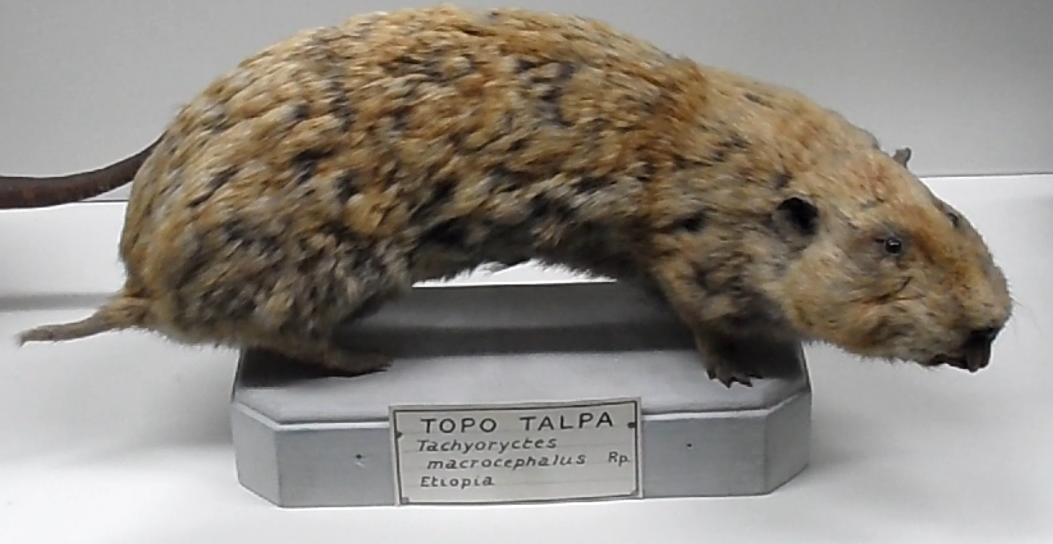
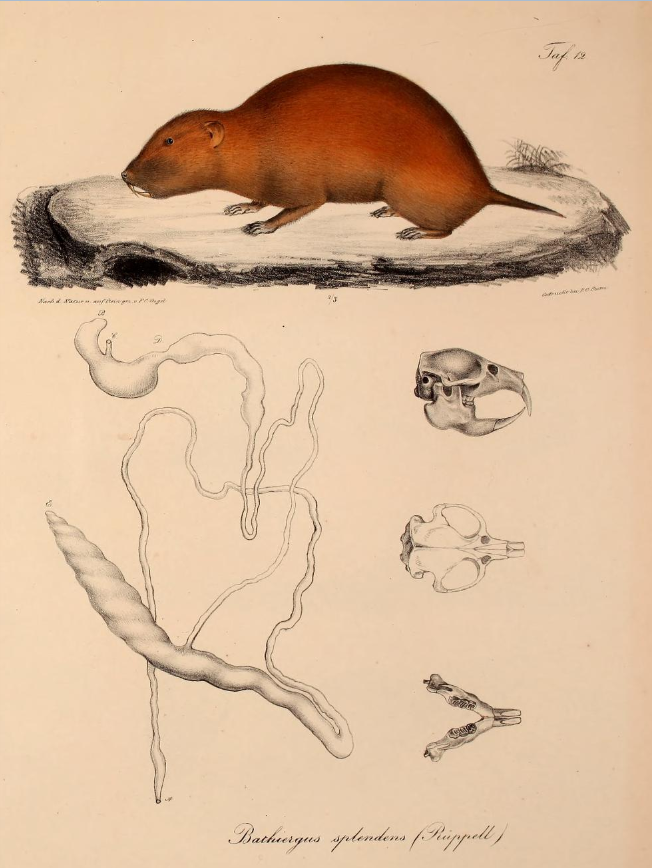

## Các loài
Chi này gồm các loài:
- Tachyoryctes ankoliae
- Tachyoryctes annectens
- Tachyoryctes audax
- Tachyoryctes daemon
- Tachyoryctes ibeanus
- Tachyoryctes macrocephalus
- Tachyoryctes naivashae
- Tachyoryctes rex
- Tachyoryctes ruandae
- Tachyoryctes ruddi
- Tachyoryctes spalacinus
- Tachyoryctes splendens
- Tachyoryctes storeyi